# Harold L. Ickes

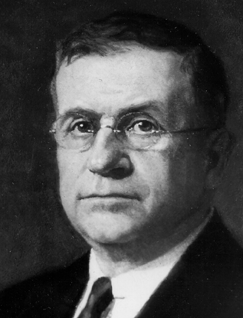
Harold LeClair Ickes

Harold LeClair Ickes (Altoona (Pensilvania), 15 de marzo de 1874-Washington D. C., 3 de febrero de 1952) fue un político estadounidense, que sirvió como funcionario de la administración de Franklin Delano Roosevelt casi de forma ininterrumpida desde 1933 hasta la muerte de Roosevelt en 1945. Tras la ascensión al poder del presidente Harry S. Truman, Ickes siguió en funciones por un año más. 

## Carrera política
Ickes estudió en la Universidad de Chicago y se graduó en leyes el año 1907, pero en vez de ejercer inmediatamente se dedicó al periodismo y a la política, ingresando en el Partido Republicano. Desencantado con los líderes de su partido, se unió a los denominados "republicanos progresistas" y luego apoyó las iniciativas gubernamentales del entonces presidente Theodore Roosevelt a nivel local en la ciudad de Chicago. 
Cuando Theodore Roosevelt se tornó en líder del Progressive Party en 1912 tras el fin de su mandato, Ickes se integró en esta agrupación política. Con el ocaso del Progressive Party en 1916, Ickes volvió a destacarse activamente en el Partido Republicano, alcanzando con el paso de los años una gran influencia dentro de los líderes republicanos de Chicago, pero siendo mayormente desconocido fuera de su ciudad. 
Cuando en 1933 el nuevo presidente de los Estados Unidos, Franklin Delano Roosevelt, recibió el consejo de alistar en sus filas a un miembro moderado del Partido Republicano, la elección recayó en Ickes. Esto le convirtió en una figura de alcance nacional.

## En la Administración de Roosevelt
Desde que se unió al equipo gubernamental de Roosevelt, Ickes desempeñó en simultáneo varios puestos diferentes y participó como destacado asesor del New Deal en cuanto a sus medidas económicas y de reducción de la pobreza. 
Apenas iniciado el gobierno de Roosevelt en 1933.  Ickes fue designado Secretario del Interior, y poco después director general de la Public Works Administration o PWA, puesto desde el cual estaba encargado de la administración de un altísimo presupuesto por varios cientos de millones de dólares. Su rechazo a la corrupción política y la eficiencia de la PWA pese a la gran cantidad de dinero administrado le trajo a Ickes una fama nacional de honradez así como el apodo de Honest Harold, inclusive era conocido que Ickes presentaba proyectos de construcción e infraestructura directamente al presidente Roosevelt, para su aprobación.
Otro de los intereses de Ickes fue su oposición a la segregación racial en los Estados Unidos, y colaboró con la NAACP siendo parte de sus afiliados en la zona de Chicago. En el año 1939 Ickes obtuvo bastante renombre cuando gestionó directamente ante el presidente Roosevelt para que la contralto negra Marian Anderson cantase en una función pública en el Monumento a Lincoln de Washington D. C., cuando por motivos de racismo se impidió que dicha artista cantara en una sala de conciertos de la misma ciudad. Del mismo modo, Ickes lamentó ante Roosevelt el internamiento de estadounidenses de origen japonés durante la Segunda Guerra Mundial
Ickes también resultó un gran orador y en tal situación trabajó defendiendo al New Deal contra varios de sus detractores, contestando en varias ocasiones los ataques del poderoso líder sindical John L. Lewis, quien fuera uno de los más severos críticos de la administración de Roosevelt. Durante su vida política Ickes ganó fama de orador cortante e irónico, con muy notable habilidad para atacar ácidamente a sus contendores, lo cual le valió también fuertes críticas.

## Salida del gobierno
Tras la muerte de Franklin Delano Roosevelt, Ickes ofreció al nuevo presidente, Harry S. Truman, seguir trabajando en la Secretaría de Interior hasta que fuese necesario. No obstante, en febrero de 1946 Ickes acusó al empresario Edwin W. Pauley, Secretario de Marina, de haberle pedido que abandone una pugna contra empresas petroleras para así recaudar fondos para el Partido Demócrata. 
Cuando el presidente Truman dudó de la veracidad de esta denuncia, Ickes renunció a todos sus cargos y se apartó de la política activa. Retirado en una gran finca que había comprado, Ickes pasó sus últimos años dedicado a escribir columnas de opinión en periódicos hasta su muerte en 1952.